# Gangkou
För andra betydelser, se Gangkou (olika betydelser).
Gangkou är ett stadsdistrikt och säte för stadsfullmäktige i Fangchenggang i den autonoma regionen Guangxi i sydligaste Kina.